# Kenneth Cope
Kenneth Cope (* 14. Juni 1931 in Liverpool, England; † 11. September 2024) war ein britischer Schauspieler.

## Leben und Karriere

### Schauspielkarriere
Kenneth Cope begann seine Karriere am Theater. So spielte er im Jahr 1952 in einer Produktion der Bristol Old Vic Company in William Shakespeares Maß für Maß neben John Neville. Ab Mitte der 1950er-Jahre hatte er erste Engagements in Film und Fernsehen und war unter anderem in einigen Kriegsfilmen zu sehen. Von 1961 bis 1966 spielte er in der Seifenoper Coronation Street die Rolle des Jed Stone. Daneben trat er 1962 bis 1963 in der Satireshow That Was The Week That Was auf. 1963 hatte er seinen ersten von insgesamt drei Auftritten in der Carry-On-Filmreihe in einer kleinen Nebenrolle.
Größere Bekanntheit in Großbritannien erlangte er vor allem als Marty Hopkirk in der Krimiserie Randall & Hopkirk – Detektei mit Geist, die von 1969 bis 1970 produziert wurde. Die Serie wurde erst rund 20 Jahre später im deutschen Fernsehen ausgestrahlt. Durch seine gestiegene Popularität erhielt er dann auch größere Filmrollen in Ein Streik kommt selten allein und Die total verrückte Oberschwester. Er war zudem in vielen Gastrollen zu sehen, darunter in Catweazle, Doctor Who und Waking the Dead – Im Auftrag der Toten. Als es im Jahr 2000 zu einer Neuauflage von Randall & Hopkirk (Deceased) mit Vic Reeves und Bob Mortimer kam, lehnte Cope einen Cameo-Auftritt ab. Im August 2008 kehrte er nach 42 Jahren in seiner Rolle als Jed Stone in die Seifenoper Coronation Street zurück und trat daraufhin bis 2009 in der Serie auf. Insgesamt wirkte Cope als Schauspieler vor der Kamera von 1953 bis zum Jahr 2009 in über 110 Film- und Fernsehproduktionen mit. Nebenbei war er auch als Drehbuchautor tätig.

### Privates
Kenneth Cope war ab 1961 mit der Schauspielerin Renny Lister (* 1934) verheiratet. Seine Tochter Martha Cope (* 1970) ist ebenfalls Schauspielerin. Seine beiden Söhne Nick und Mark Cope waren Gründungsmitglieder der Britpopband The Candyskins. Cope starb am 11. September 2024 im Alter von 93 Jahren.

## Deutsche Synchronsprecher
Kenneth Cope hatte im deutschsprachigen Raum keinen Standardsprecher und wurde unter anderem von Rainer Brandt, Claus Jurichs, Roland Hemmo, Michael Chevalier, Bernd Vollbrecht und Victor Deiß gesprochen.

## Filmografie (Auswahl)
- 1956: XX unbekannt (X The Unknown)
- 1957: Yangtse-Zwischenfall (Yangtse Incident: The Story of H.M.S. Amethyst)
- 1958: Keine Zeit zu sterben (No Time to Die)
- 1958: Dünkirchen (Dunkirk)
- 1960: Die Spur führt ins Nichts (The Criminal)
- 1961–1966, 2008–2009: Coronation Street (Fernsehserie, 128 Folgen)
- 1962: Sie sind verdammt (The Damned)
- 1963: Ist ja irre – ’ne abgetakelte Fregatte (Carry On Jack)
- 1965: Dschingis Khan (Genghis Khan)
- 1967–1968: Mit Schirm, Charme und Melone (The Avengers; Fernsehserie, 2 Folgen)
- 1969–1970: Randall & Hopkirk – Detektei mit Geist (Randall and Hopkirk (Deceased); Fernsehserie, 26 Folgen)
- 1971: Ein Streik kommt selten allein (Carry On at Your Convenience)
- 1971: Catweazle (Fernsehserie, 1 Folge)
- 1972: Die total verrückte Oberschwester (Carry On Matron)
- 1974: 18 Stunden bis zur Ewigkeit (Juggernaut)
- 1978: Fünf Freunde (The Famous Five; Fernsehserie, 1 Folge)
- 1979–1994: Der Aufpasser (Minder; Fernsehserie, 4 Folgen)
- 1981: Doctor Who (Fernsehserie, 4 Folgen)
- 1988–1994: Casualty (Fernsehserie, 2 Folgen)
- 1989: Jim Bergerac ermittelt (Bergerac; Fernsehserie, 1 Folge)
- 1992–2006: The Bill (Fernsehserie, 3 Folgen)
- 1994: Captives – Gefangen (Captives)
- 2004: Waking the Dead – Im Auftrag der Toten (Waking the Dead; Fernsehserie, 2 Folgen)
- 2004–2007: Doctors (Fernsehserie, 2 Folgen)
- 2007: Hustle – Unehrlich währt am längsten (Hustle)